# OneFootball

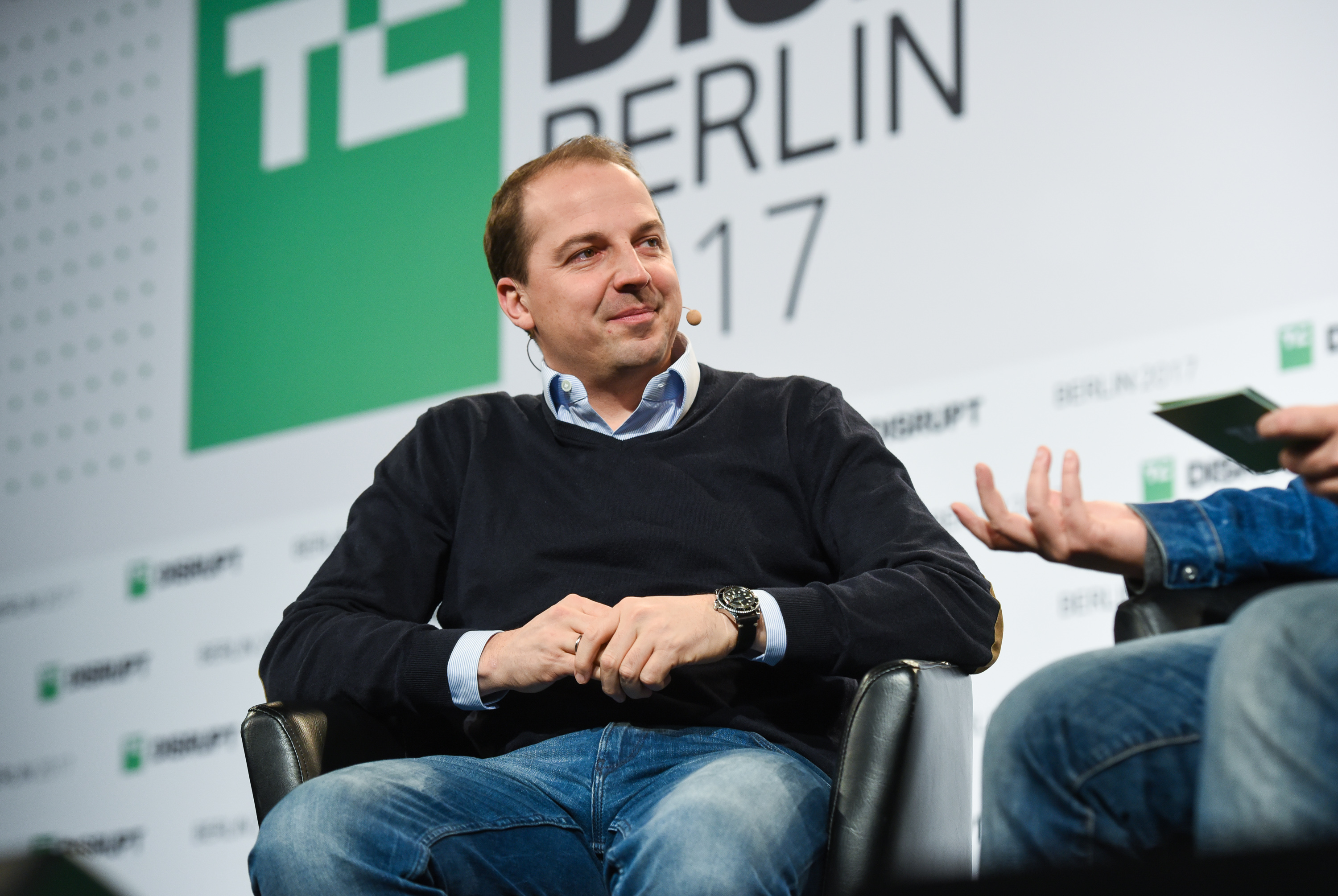
L'amministratore delegato e fondatore di OneFootball, Lucas von Cranach al TechCrunch Disrupt Berlin 2017

OneFootball è una società tedesca che opera nel settore dei media calcistici tramite una piattaforma online. L'app OneFootball offre risultati in tempo reale, statistiche e notizie relative a 200 campionati in 12 lingue diverse, fornite da una redazione con sede a Berlino. 
Nel 2019, OneFootball ha stretto una partnership con Eleven Sports per ottenere i diritti di trasmissione in streaming diretto sull'app La Liga nel Regno Unito e con Sky per trasmettere le partite della 2. Bundesliga e della DFB-Pokal in Germania. Nel 2020, ha acquistato Dugout, un video-forum pubblicitario fondato dai più grandi club calcistici europei. Parlando dell'accordo con Bloomberg, il CEO di OneFootball Lucas von Cranach ha affermato che questa mossa “porterà benefici all'intero ecosistema calcistico, consentendo a club, federazioni e leghe di aumentare il proprio pubblico e sfruttare le nostre potenti analisi dei dati per comprendere meglio il coinvolgimento dei propri tifosi, poiché l'aumento della pubblicità richiede loro di conoscere il più possibile”.

## Storia
Nel 2008, a Bochum, Lucas von Cranach fondò Motain. 
Nel 2009, Von Cranach fondò iLiga. Dopo lo spostamento alla nuova sede a Berlino, Motain e gli altri componenti del gruppo (iLiga e THE football app) si fusero in OneFootball.
Il 7 settembre 2016, OneFootball è apparso nel discorso di apertura dell'evento di lancio di WatchOS 3 di Apple a San Francisco. 
Nel 2018, OneFootball include nel suo team di gestione: Silke Kuisle come capo dell'ufficio finanziario, l'ex amministratore delegato di Puma Franz Koch come capo operativo e l'ex amministratore delegato di SPORT1MEDIA Patrick Fisher come direttore commerciale.
Nel 2019, OneFootball ha cambiato il proprio marchio con un nuovo logo.
Nel maggio 2022, ha raccolto 300 milioni di euro in un round di finanziamento di serie D guidato da Liberty City Ventures, con la partecipazione di Animoca Brands, Dapper Labs e altri.

## Acquisizione di Dugout
Nel 2020, OneFootball ha acquisito Dugout, una società di media digitali, per migliorare la propria offerta di contenuti video e rafforzare la propria posizione nel settore dei media calcistici. Dugout ha apportato a OneFootball la propria esperienza nel campo dei video a livello globale, la propria rete e le proprie capacità di distribuzione.
Questa operazione ha anche aggiunto i club fondatori di Dugout – Arsenal, Barcellona, Bayern Monaco, Chelsea, Juventus, Liverpool, Manchester City, Paris Saint-Germain e Real Madrid – come azionisti, aumentando la portata di OneFootball a oltre 85 milioni di utenti mensili in tutto il mondo.

## Investimenti Web3
Sette mesi dopo aver raccolto oltre 300 milioni di dollari in fondi NFT, l'azienda ha effettuato tre ondate di licenziamenti nel 2022. Ciò è stato causato dall'eccessivo investimento di OneFootball nella sottoscrizione di vari accordi di licenza Web3, tra cui quelli con la Serie A italiana e la Bundesliga. Quando i contratti sono stati finalizzati, è iniziato il crypto winter e il mercato è andato in rovina. Questo ha spinto OneFootball a ristrutturare tutti i contratti e a riorganizzare le misure di riduzione dei costi per sopravvivere finanziariamente.
In totale, l'azienda ha ridotto il proprio organico a 250 dipendenti, solo un anno dopo aver raccolto oltre 300 milioni di dollari. Nel giugno 2024, l'amministratore delegato Patrick Fischer ha assicurato al media tedesco capital.de che l'azienda godeva di ottima salute e che non ci sarebbero stati ulteriori licenziamenti. “Ora abbiamo 240 dipendenti e ne abbiamo licenziati oltre 250. È stato uno dei periodi più difficili per me personalmente. Ma ora è finita”.

## Cambiamenti nella leadership
Nel marzo 2023, Lucas von Cranach ha rassegnato le dimissioni da amministratore delegato a causa delle difficoltà finanziarie dell'azienda. Maurits Schön, entrato in OneFootball nel 2022 e precedentemente vicepresidente delle operazioni, è stato promosso a direttore operativo (COO). Nel suo nuovo ruolo, Schön era amministratore delegato insieme al neo-nominato AD Patrick Fischer.

### Salute finanziaria e prospettive future
L'azienda ha dovuto affrontare notevoli difficoltà finanziarie, che hanno portato a una rivalutazione del suo modello di business e della sua direzione strategica. Secondo alcune fonti, OneFootball starebbe adottando misure volte a stabilizzare le proprie attività e a continuare a fornire alla propria base di utenti contenuti e servizi calcistici di alta qualità. Fischer ha dichiarato: “Un anno e mezzo fa abbiamo subito una pesante battuta d'arresto, come qualsiasi altra azienda nel settore Web3, quindi la nostra proposta per il futuro sarà un mercato globale del calcio per prodotti e servizi di contenuto”.

## Diritti televisivi in Italia
- Tutti gli highlights della Serie A (Non esclusiva)[18]
- Liga Profesional argentina
- Brasileirão Série A
- Copa do Brasil
- Liga Portugal
- Scottish Premiership
- AFC Champions League 2022 (non rinnovato)
- Qualificazioni asiatiche al campionato mondiale del 2022
- Liga MX messicana
- J1 League giapponese
- Super League cinese
- Indian Super League
- CONCACAF Champions League
- USL Championship
- K League 1 sudcoreana
- Bundesliga austriaca
- Regionalliga tedesca
- Ekstraklasa polacca
- Superligaen danese
- Eliteserien norvegese
- 1. Liga ceca
- Super Liga slovacca
- Premiership nordirlandese
- Lega islandese
- Virsliga lettone
- Kazakhstan Premier League
- Coppa del Kazakistan
- Prva slovenska nogometna liga

## Loghi

Logo usato dal 2008 al 2020
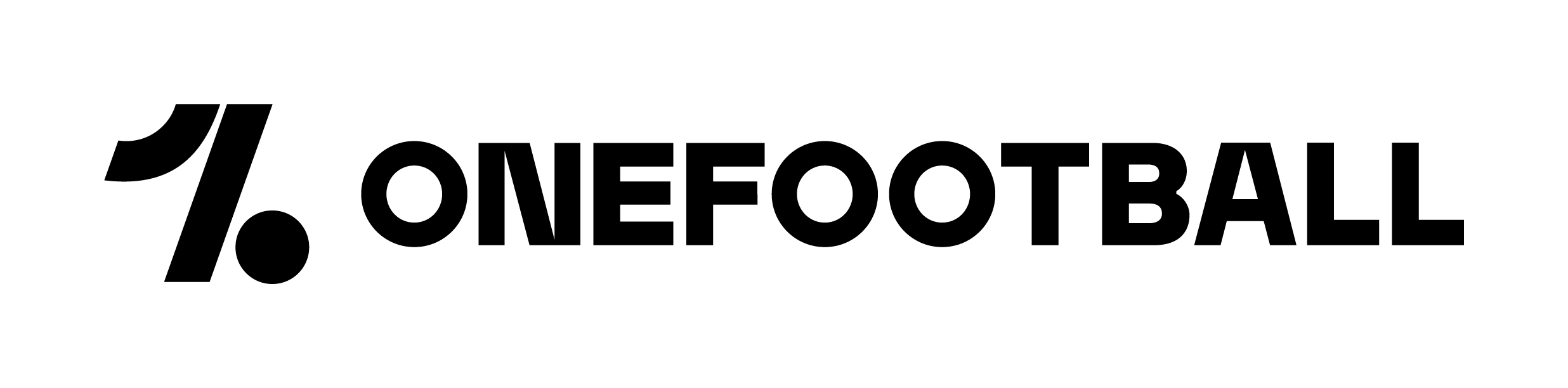
Logo usato dal 2020